# Nikolaus Hubach
Nikolaus Hubach (* 31. Dezember 1825 in Bergshausen (Stadt Fuldabrück); † 12. Mai 1886 ebenda) war ein deutscher Kommunalpolitiker und Abgeordneter des Kurshessischen Kommunallandtages.

## Leben
Nikolaus Hubach wurde als Sohn des Landwirts Johann Heinrich Hubach und dessen Gemahlin Anna Katharina Spengler geboren. Nach seiner Schulausbildung übernahm er die elterliche Landwirtschaft, betätigte sich politisch und wurde Bürgermeister in seinem Heimatort. Dieses Amt hatte er von 1874 bis 1885 inne. 1868 erhielt er ein Mandat für den Kurhessischen Kommunallandtag des preußischen Regierungsbezirks Kassel. Er blieb bis 1885 in diesem Parlament, wo er in verschiedenen Ausschüssen tätig war. 